# Willy-Brandt-Platz (Frankfurt am Main)
Der Willy-Brandt-Platz (bis 1992 Theaterplatz) ist ein Platz in der südwestlichen Innenstadt von Frankfurt am Main. Er liegt im Frankfurter Anlagenring zwischen Untermainanlage und Gallusanlage und gehört zum sogenannten Bankenviertel. Die Bebauung ist durch das städtische Opern- und Schauspielhaus und den Eurotower geprägt. Unter dem Platz liegen der U-Bahnhof Willy-Brandt-Platz und der Theatertunnel. Mit dem Namen wird an den ehemaligen Bundeskanzler Willy Brandt erinnert.

## Geschichte

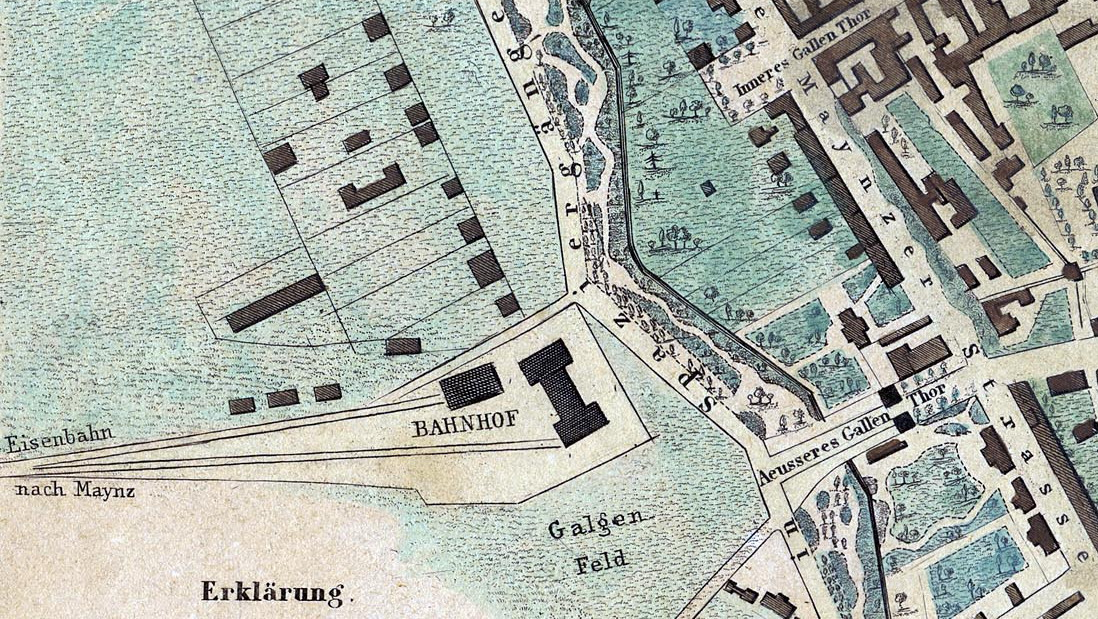
Die beiden „Gallenthore“ um 1845

Bis zum Abriss der Frankfurter Stadtbefestigung im Jahr 1809 gab es im Westen der Stadt zwei Stadttore: Das in der Verlängerung der Großen Gallusstraße gelegene Alte oder Innere Galgentor aus dem 14. Jahrhundert, seit dem 18. Jahrhundert auch Gallustor oder Gallentor genannt, führte aus der Stadt über den inneren Stadtgraben auf die vor dem Tor gelegene Bastion des Galgenbollwerks. Etwa 100 Meter südlich des Alten Galgentores, am heutigen Willy-Brandt-Platz zwischen Galgenbollwerk und Mainzer Bollwerk, entstand 1661 bis 1662 das Neue oder Äußere Galgentor mit einer Zugbrücke über den äußeren Stadtgraben. Von hier gab es keinen direkten Zugang in die Stadt.
Nach der Schleifung der Stadtbefestigung legte Stadtgärtner Sebastian Rinz die Wallanlagen an, einen durch die Wallservitut vor Eingriffen geschützten Grüngürtel, der sich bis heute um die Frankfurter Innenstadt zieht. 1810 errichtete Johann Friedrich Christian Hess zum Schutz der Durchfahrten durch die Wallanlagen zwei klassizistische Torbauten. Ihre schmiedeeisernen Gitter wurden noch bis 1864 jeden Abend verschlossen.
Mit dem südlichen Äußeren Gallustor entstand durch Verlängerung der Münzgasse erstmals ein direkter Zugang von Westen zur Altstadt. Das nördlich gelegene Tor an der Großen Gallusgasse wurde weiterhin als Inneres Gallenthor bezeichnet. Nach der Inbetriebnahme des Taunusbahnhofs 1839 entstand die nach diesem benannte Taunusstraße, deren Name in der Folge auf das Tor überging. Es trägt seitdem den Namen Taunustor, das Äußere Gallenthor historisch inkorrekt Gallustor.
Von diesem Namen abgeleitet erhielt der hier beginnende Abschnitt der Wallanlagen den Namen Gallusanlage, der ab dem Taunustor folgende heißt demnach Taunusanlage.
Die Gallusanlage war von 1839 bis 1888 Standort der drei Frankfurter Westbahnhöfe, die 1888 durch den Hauptbahnhof ersetzt wurden. Das Gallustor war also eine wichtige Verbindung zwischen dem historischen Stadtkern und den Bahnhöfen.
Nach dem Bau des neuen Schauspielhauses 1902 erhielt der Platz den Namen Am Schauspielhaus.  1964 wurde er in Theaterplatz umbenannt. Seit 1992 trägt er den heute gültigen Namen Willy-Brandt-Platz.

## Gestaltung

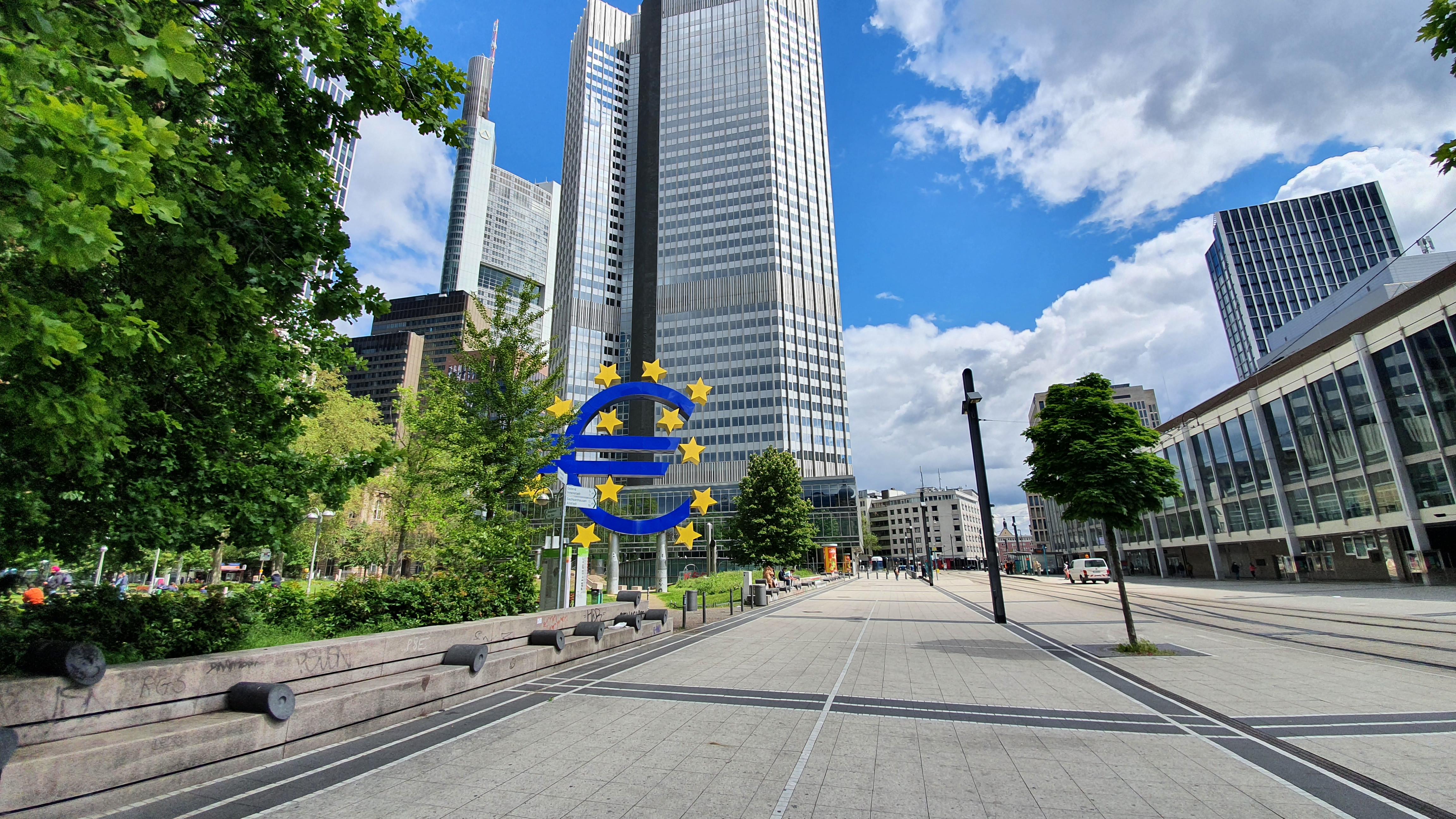
Euro-Skulptur am Willy-Brandt-Platz

Der Willy-Brandt-Platz ist ein kombinierter Platz für Fußgänger, Straßenindividualverkehr, Straßenbahn und die U-Bahn. Die Gestaltung richtete sich lange Zeit nach den Bedürfnissen des Autoverkehrs, was zu Problemen für die anderen Verkehrsteilnehmer führte. Nach dem Bau des Theatertunnels konnte dieser Verkehr größtenteils in den Untergrund verlegt werden. Am Südostrand des Platzes befinden sich die Eingänge zum U-Bahnhof Willy-Brandt-Platz. Hier kreuzen sich die in Nord-Süd-Richtung verkehrenden Linien U1, U2, U3 und U8 mit der unter dem Platz in Ost-West-Richtung verlaufenden U4 und U5.
Der Platz wurde 2005 barrierefrei umgebaut, so dass mobilitätsbehinderte Besucher Oper und Schauspiel stufenlos über den Platz und in die Straßenbahn gelangen können. Ein neues Ausleuchtungskonzept soll eine angenehme Atmosphäre schaffen.
Nördlich des Platzes in der Gallusanlage vor dem Eurotower befindet sich eines von zwei Exemplaren der Euro-Skulptur von Ottmar Hörl. Am Südrand neben der Oper am Eingang zur Untermainanlage steht der Märchenbrunnen, ein Werk von Friedrich Christoph Hausmann.

## Straßenverkehr

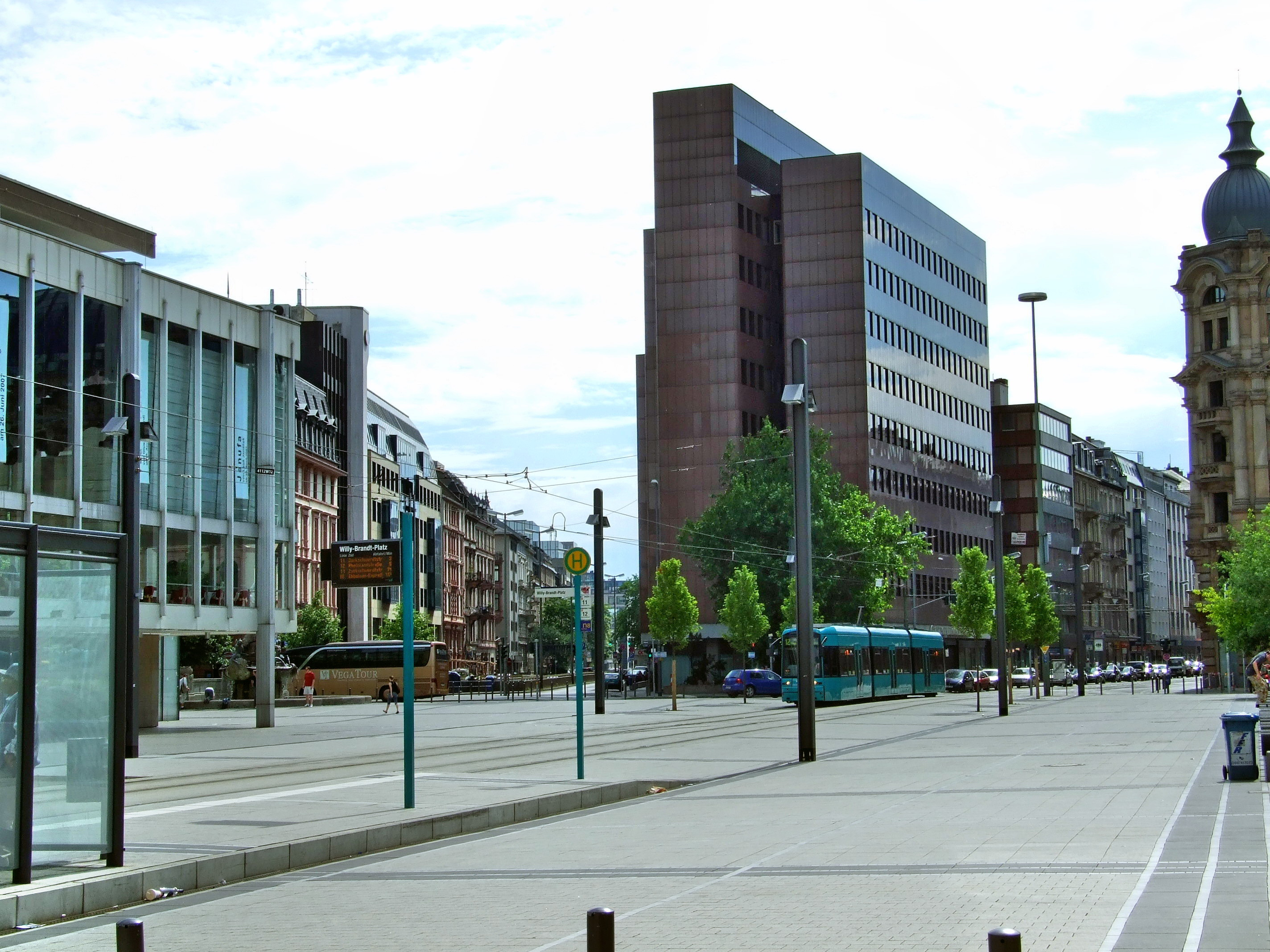
Gutleut- und Münchener Straße

Sieben Straßen berühren den Willy-Brandt-Platz: Von Osten führen die Friedensstraße aus Richtung Kaiserplatz und die Weißfrauenstraße aus Richtung Altstadt an den Platz. Drei Straßen sind Teil des Frankfurter Anlagenrings um die Innenstadt, die dem Verlauf der ehemaligen Frankfurter Stadtbefestigung folgen. Die Neue Mainzer Straße, Hauptstraße des Bankenviertels, begrenzt den östlichen Platzrand sowie die Untermainanlage und die Gallusanlage den westlichen Rand. Nach Westen verlaufen die Gutleutstraße und die Münchener Straße (ehemals Kronprinzenstraße) durch das Bahnhofsviertel in Richtung Hauptbahnhof;

### Theatertunnel
Der Platz ist nur für Fußgänger und Radfahrer passierbar. Der motorisierte Straßenverkehr ist seit 1974 in den unter dem Platz verlaufenden Theatertunnel verlegt, dessen Mündungen in der Gutleutstraße und der Weißfrauenstraße liegen. Er wird täglich von ca. 14000 Fahrzeugen genutzt.

## Gebäude

### Eurotower
Der Eurotower überragt mit seiner Höhe von fast 150 Metern den Platz. Es wurde 1977 für die Bank für Gemeinwirtschaft (BfG) errichtet. Von 1998 bis zum Bezug des Neubaus 2014 diente er als Hauptsitz der Europäischen Zentralbank EZB. Der Eurotower ist seit Ende 2014 Sitz des Einheitlichen Bankenaufsichtsmechanismus (SSM) der EZB.

### Städtische Bühnen
1899 bis 1902 wurde das Schauspielhaus der Städtischen Bühnen nach Plänen von Heinrich Seeling erbaut und 1944 bei den Luftangriffen auf Frankfurt am Main durch Fliegerbomben schwer beschädigt. Zunächst behelfsmäßig repariert, diente es ab 1951 als Spielstätte für die Oper Frankfurt. 1959 bis 1963 wurde das Schauspielhaus nach Plänen des Architekten Otto Apel (Apel+Beckert, Becker) komplett umgebaut, die Fassade wurde abgebrochen. Auf dem östlich angrenzenden Nachbargrundstück entstand nach langer Suche für Alternativstandorte ein Neubau für das Schauspiel Frankfurt sowie eine weitere Bühne, das sogenannte Kammerspiel. Erstmals wurden Bühnen-, Proben- und Werkstatträume an einem Ort zusammengeführt. 1963 wurden beide Gebäude mit einem gemeinsamen Foyergebäude hinter einer modernen 120 Meter langen Glasfassade verbunden. Für das Foyer schuf Marc Chagall 1959 im Auftrag der Stadt das Gemälde Commedia dell’Arte. Unter der Decke des Foyers hängt – über die ganze Breite des Gebäudes – die Plastik Goldwolken des ungarischen Künstlers Zoltán Kemény.

## U-Bahnhof

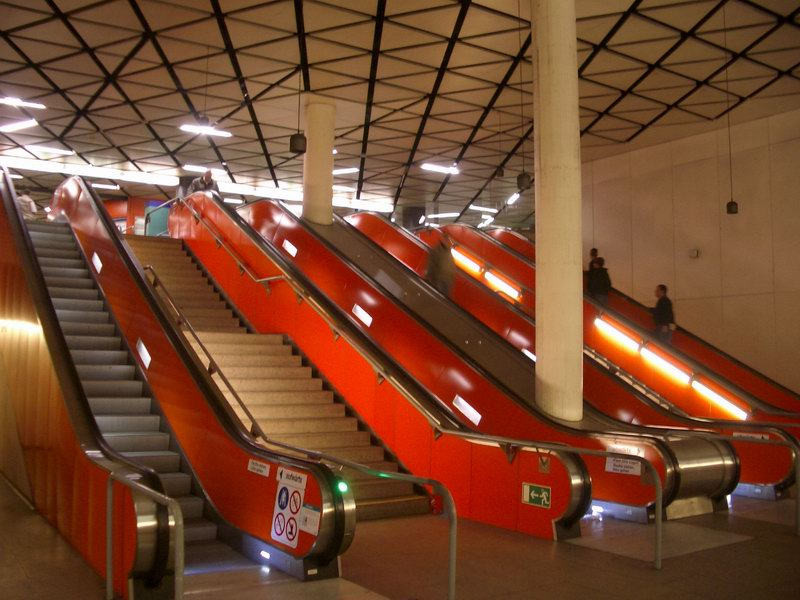
Die große Rolltreppenanlage im U-Bahnhof.

Der Bahnhof Willy-Brandt-Platz ist ein Knotenpunkt im Netz der Frankfurter U-Bahn. Hier kreuzen sich die A-Strecke (Linien U1, U2, U3 und U8) und B-Strecke (Linien U4 und U5).

## Kurioses
Nachdem der ehemalige Bundeskanzler und Friedensnobelpreisträger Willy Brandt 1992 gestorben war, initiierte SPD-Oberbürgermeister Andreas von Schoeler die Umbenennung des Platzes. Die Schilder mussten jedoch schnell wieder ausgetauscht werden, als ein italienischer Journalist bemerkte, dass die Schreibweise fälschlicherweise "Willi-Brandt-Platz" lautete.